# Liste der Landräte in Hessen
Die Liste der Landräte in Hessen enthält alle aktuell amtierenden Landräte der hessischen Landkreise. In Hessen wird der Landrat von den wahlberechtigten Kreisbürgern für die Dauer einer Wahlperiode von 6 Jahren gewählt. Der Landrat muss am Tag des Beginns der Amtszeit mindestens 18 Jahre alt sein.

## Amtierende Landräte der hessischen Landkreise
| Landkreis             | Name                   | Partei       | Partei |
| --------------------- | ---------------------- | ------------ | ------ |
| Bergstraße            | Christian Engelhardt   | CDU          |        |
| Darmstadt-Dieburg     | Klaus Peter Schellhaas | SPD          |        |
| Fulda                 | Bernd Woide            | CDU          |        |
| Gießen                | Anita Schneider        | SPD          |        |
| Groß-Gerau            | Thomas Will            | SPD          |        |
| Hersfeld-Rotenburg    | Torsten Warnecke       | SPD          |        |
| Hochtaunuskreis       | Ulrich Krebs           | CDU          |        |
| Kassel                | Andreas Siebert        | SPD          |        |
| Lahn-Dill-Kreis       | Wolfgang Schuster      | SPD          |        |
| Limburg-Weilburg      | Michael Köberle        | CDU          |        |
| Main-Kinzig-Kreis     | Thorsten Stolz         | SPD          |        |
| Main-Taunus-Kreis     | Michael Cyriax         | CDU          |        |
| Marburg-Biedenkopf    | Jens Womelsdorf        | SPD          |        |
| Odenwaldkreis         | Frank Matiaske         | SPD          |        |
| Offenbach             | Oliver Quilling        | CDU          |        |
| Rheingau-Taunus-Kreis | Sandro Zehner          | CDU          |        |
| Schwalm-Eder-Kreis    | Winfried Becker        | SPD          |        |
| Vogelsbergkreis       | Jens Mischak           | CDU          |        |
| Waldeck-Frankenberg   | Jürgen van der Horst   | parteilos    |        |
| Werra-Meißner-Kreis   | Nicole Rathgeber       | Freie Wähler |        |
| Wetteraukreis         | Jan Weckler            | CDU          |        |

## Quelle
- statistik.hessen.de